# 약속 (1975년 영화)
"약속"(A Promise)은 한국에서 제작된 김응천 감독의 1975년 영화이다. 염복순 등이 주연으로 출연하였고 강대진 등이 제작에 참여하였다.

## 출연

### 주연
- 염복순
- 이정길
- 장재훈